# Tourville-les-Ifs
Tourville-les-Ifs ist eine französische Gemeinde mit 736 Einwohnern (Stand: 1. Januar 2022) im Département Seine-Maritime in der Region Normandie. Sie gehört zum Arrondissement Le Havre und zum Kanton Fécamp. Die Einwohner werden Tourvillais genannt.

## Geographie
Tourville-les-Ifs liegt im Pays de Caux etwa 32 Kilometer nordöstlich von Le Havre und etwa sieben Kilometer südlich von der Alabasterküste zum Ärmelkanal. Umgeben wird Tourville-les-Ifs von den Nachbargemeinden Fécamp im Norden und Nordwesten, Ganzeville im Norden, Contremoulins im Nordosten, Bec-de-Mortagne im Osten, Mentheville im Süden und Südosten, Auberville-la-Renault im Südwesten sowie Épreville im Westen.

## Bevölkerungsentwicklung
| Jahr                      | 1962 | 1968 | 1975 | 1982 | 1990 | 1999 | 2006 | 2013 |
| Einwohner                 | 437  | 384  | 427  | 449  | 516  | 547  | 535  | 544  |
| Quelle: Cassini und INSEE |      |      |      |      |      |      |      |      |

## Sehenswürdigkeiten
- Reste der Burg aus dem 11. Jahrhundert
- Kirche Saint-Pierre aus dem 19. Jahrhundert
- Priorei aus dem 16. Jahrhundert
- Schloss Les Ifs aus dem 17. Jahrhundert mit Umbauten aus dem 19. Jahrhundert